# NHI NH90
O NHI NH90 é um helicóptero bi-motor multi-usos fabricado pelas Indústrias NHI, uma empresa estabelecida pela Agusta, Eurocopter e Stork Fokker Aerospace.
O NH90, que pode ser pilotado por um único piloto, está concebido para operarações diurnas ou nocturnas.

## História
A 1 de Setembro de 1992, as Indústrias NHI assinaram um contrato de concepção-e-desenvolvimento com a NAHEMA (Agência de Manutenção de Helicópteros da NATO, na sigla em inglês). Esta agência representa as cinco nações participantes: França, Itália, Alemanha, Países Baixos e Portugal — tendo este último entrado a 21 de Junho de 2001.
A concepção começou em 1993. O primeiro protótipo, o PT1, fez o seu primeiro voo a 18 de Dezembro de 1995.
O segundo protótipo, o PT2, voou pela primeira vez a 19 de Março de 1997 e o terceiro protótipo, o PT3, a 27 de Novembro 1998.
A 30 de Junho de 2000, a fase de produção industrial inciciou-se com o primeiro contrato para o 298 NH90s, que foi assinado entre a NAHEMA e NHI.
- Suécia para 25 helicópteros.
- Finlândia para 20 helicópteros.
- Noruega para 24 helicópteros.

A 29 de Agosto 2003, a Grécia encomendou 34 NH90s.
As entregas começaram em 2004 para os primeiros helicópteros das versões TTH para o exército Alemão e Italiano, e da versão TTT para as Forças de Defesa Finlandesas.
A partir de 2005, as marinhas da Itália e França começaram a receber as suas versões NFH e os primeiros NH90s foram entregues à Suécia e Finlândia.

## Versões

### NFH: Helicóptero de Fragata da NATO
A principal missão da versão NFH (NATO Frigate Helicopter) é combate autónomo antissubmarino (ASW) e anti-superfície (ASuW), principalmente a partir de navios. Estas aeronaves estão equipadas para operações diurnas e nocturnas, tal como com mau tempo.
Missões adicionais incluem apoio de combate antiaéreo, busca e salvamento (SAR) e transporte de tropas.

### TTH: Helicóptero de Transporte Táctico
A principal missão da versão TTH (Tactical Transport Helicopter) é o transporte de 20 elementos ou mais de 2.500 kg de carga, e operações aéreas de busca e salvamento.
Missões adicionais incluem evacuação médica (12 macas), operações especiais, guerra electrónica, posto de comando aéreo, pára-quedismo, transporte VIP e treino de voo.

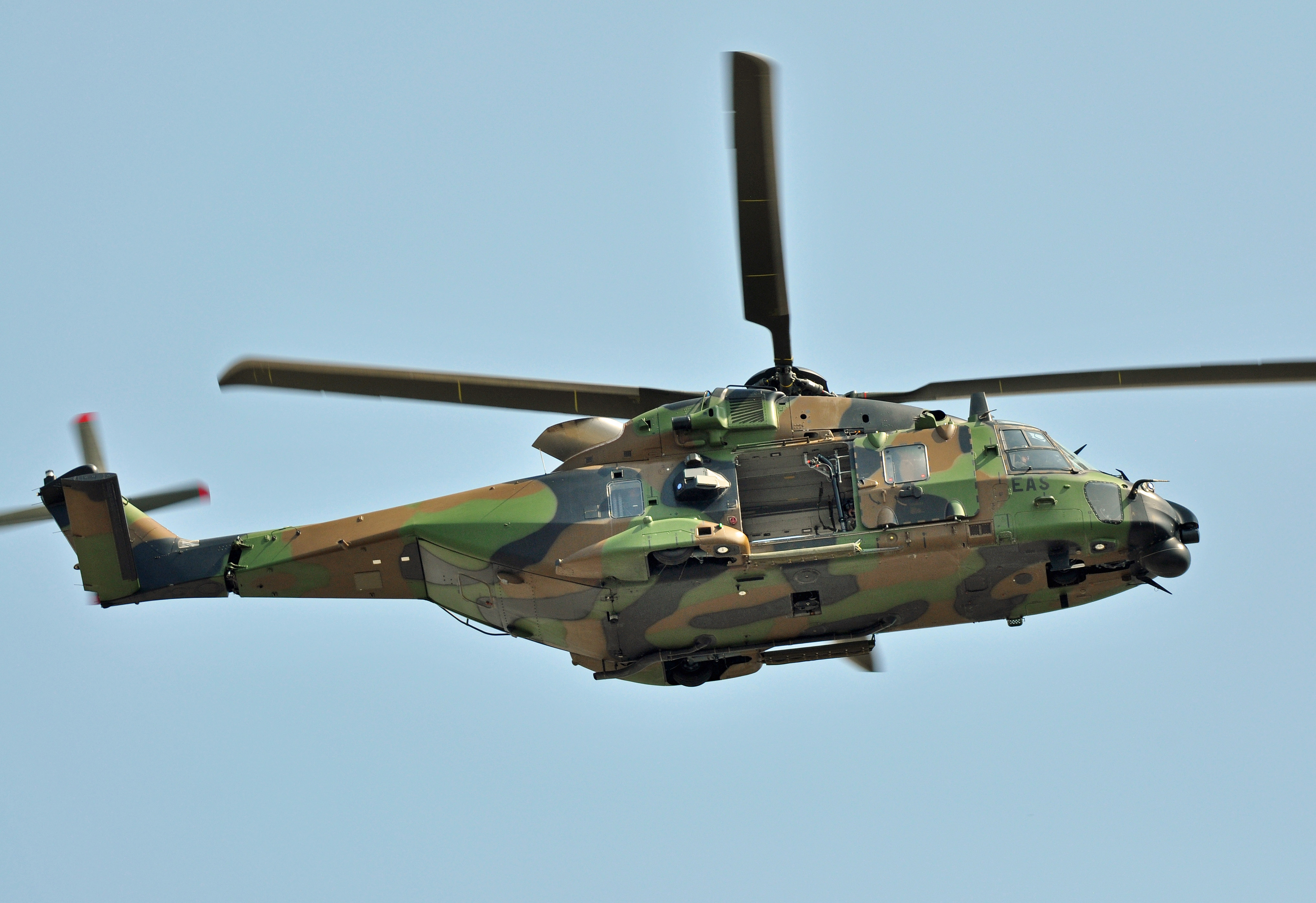
Um MRH-90 num desfile aéreo na Austrália.

## Utilizadores
A actual lista de encomendas é como se segue:
- Marinha Francesa: 27 NFH
- Itália
  - Exército Italiano: 60 TTH
  - Força Aérea Italiana: 1 TTH/CSAR (opção)
  - Marinha Italiana: 46 NFH, 10 TTH
- Alemanha
  - Exército Alemão: 80 TTH
  - Força Aérea Alemã: 42 TTH + 12 TTH (opção)
  - Marinha Alemã: 30 NFH (MH-90)
- Marinha Holandesa: 20 NFH
- Suécia: 13 TTT (SAR), 5 NFH (ASW) + 7 (opção)
- Finlândia: 20 TTT (SAR)
- Noruega: 6 NFH (ASW), 8 NFH (Coast Guard) + 10 NFH (SAR) (opção)
- Grécia: 16 TTH, 4 TTH (Special Operations) + 14 TTH (opção)
- Omã: 20 TTH
- Exército Australiano : 12 MRH (TTH)
- Nova Zelândia: 8 TTH
- Bélgica: 10
- Arábia Saudita: 64
- Espanha:
  - Exército Espanhol: 48 TTH
  - Força Aérea Espanhola: 28 TTH/CSAR
  - Marinha Espanhola: 28 NFH/TTH/CSAR